# Tafeltennis op de Paralympische Zomerspelen 1984
De VIIe Paralympische Spelen werden in 1984 gehouden in Stoke Mandeville (Verenigd Koninkrijk) en New York, Verenigde Staten.
De Paralympics van 1984 werden in twee verschillende landen georganiseerd. Dit was vooral te wijten aan de Amerikaanse Gehandicaptensport Organisaties. Met name de Amerikaanse Wheelchairsport Association wilde dermate veel invloed en atleten op de Spelen, dat dat voor de andere Organisaties (Blinden, Spastici en Amputees) niet accepteerbaar was. Deze drie organisaties besloten om de Paralympics in New York USA te houden van 16 juni tot 30 juni 1984, zonder de rolstoelers. Deze kregen hun eigen spelen in Stoke Mandeville, Verenigd Koninkrijk van 23 juli tot 1 augustus 1984.
Er werden tijdens deze spelen 18 sporten beoefend. Een van deze achttien sporten was het tafeltennis.

## Evenementen
In totaal waren er 42 onderdelen op de Paralympics in 1984 bij het tafeltennis; zevenentwintig voor mannen en vijftien voor vrouwen
Mannen, individueel
- Klasse 1A
- Klasse 1B
- Klasse 1C
- Klasse 2
- Klasse 3
- Klasse 4
- Klasse C1
- Klasse C2
- Klasse C3
- Klasse C4
- Klasse C5
- Klasse L1
- Klasse L2
- Klasse L3
- Klasse L4
- Klasse L5

Mannen, dubbel
- Klasse 1A
- Klasse 1B
- Klasse 1C
- Klasse 2
- Klasse 3
- Klasse 4
- Klasse CP2-4
- Klasse CP5
- Klasse L1

Mannen, open
- Klasse 1A-4
- Klasse CL

Vrouwen, individueel
- Klasse 1B
- Klasse 1C
- Klasse 2
- Klasse 3
- Klasse 4
- Klasse C3
- Klasse C4-5
- Klasse L3
- Klasse L4
- Klasse L5

Vrouwen, dubbel
- Klasse 1A-C
- Klasse 2
- Klasse 4

Vrouwen, open
- Klasse 1B-4
- Klasse CL

## Mannen

### Dubbel
| Rank | Land                |
| ---- | ------------------- |
| 1    | Finland             |
| 2    | Verenigde Staten    |
| 3    | Verenigd Koninkrijk |

| Rank | Land                |
| ---- | ------------------- |
| 1    | West-Duitsland      |
| 2    | Finland             |
| 3    | Verenigd Koninkrijk |

| Rank | Land           |
| ---- | -------------- |
| 1    | West-Duitsland |
| 2    | Oostenrijk     |
| 3    | België         |

| Rank | Land           |
| ---- | -------------- |
| 1    | Oostenrijk     |
| 2    | Frankrijk      |
| 3    | West-Duitsland |

| Rank | Land           |
| ---- | -------------- |
| 1    | Oostenrijk     |
| 2    | West-Duitsland |
| 3    | Zuid-Korea     |

| Rank | Land           |
| ---- | -------------- |
| 1    | West-Duitsland |
| 2    | Oostenrijk     |
| 3    | Hongkong       |

| Rank | Land   |
| ---- | ------ |
| 1    | Zweden |
| 2    | België |

| Rank | Land      |
| ---- | --------- |
| 1    | Zweden    |
| 2    | Nederland |
| 3    | Ierland   |

| \| Rank \| Land \| \| ---- \| -------------- \| \| 1 \| Zweden \| \| 2 \| West-Duitsland \| |                |
| Rank                                                                                        | Land           |
| 1                                                                                           | Zweden         |
| 2                                                                                           | West-Duitsland |

### Individueel
| Klasse    | land | Goud             | land | Zilver                | land    | Brons                             |
| --------- | ---- | ---------------- | ---- | --------------------- | ------- | --------------------------------- |
| Klasse 1A | FRG  | Ralf Kirchhoff   | FRG  | H. Tietze             | FIN     | Matti Launonen                    |
| Klasse 1B | FRG  | Bruno Hassler    | GBR  | Edge                  | FIN     | Kajaste                           |
| Klasse 1C | FRG  | Manfred Emmel    | FRA  | Daniel Jeannin        | FRG     | Rudolf Jaksch                     |
| Klasse 2  | FRG  | Werner Dorr      | AUT  | Franz Mandl           | AUT     | Fritz Altendorfer                 |
| Klasse 3  | FRG  | Heinz Simon      | FRG  | Rainer Kolb           | AUT     | Peter Starl                       |
| Klasse 4  | FRG  | Thomas Kreidel   | FRG  | P. Glaese             | USA     | Michael Dempsey                   |
| Klasse C1 | AUS  | Terry Biggs      | GBR  | Allen Francis         |         |                                   |
| Klasse C2 | SWE  | Jorgen Anderson  | BEL  | J. Leys               | BEL     | D. Maebe                          |
| Klasse C3 | ISR  | Yaron Upshtein   | SWE  | Olle Hansen           | NED     | R. Hartmans                       |
| Klasse C4 | FRA  | R. Ferraud       | DEN  | Flemming Mortensen    | POR SWE | Paulo Jorge Santos Tommy Gilleras |
| Klasse C5 | SWE  | Thomas Axelsson  | NED  | R. Visser             | BEL SWE | Roby Cusseneers Peter Kihlman     |
| Klasse L1 | SWE  | Urban Andersson  | SWE  | Borje Johansson       | GBR     | John Welsh                        |
| Klasse L2 | FRG  | Herbert Velroyen | USA  | M. Stephens           | YUG IRL | Ilija Djurasinovic O. Rouke       |
| Klasse L3 | FRA  | Marc Piras       | NED  | T. Vossen             | FRG     | Klaus Mueller Stephan Welting     |
| Klasse L4 | FIN  | Kimmo Jokinen    | SWE  | Jorgen Nilsson        | FRG YUG | Manfred Knabe Z. Gajic            |
| Klasse L5 | YUG  | Franc Simonic    | USA  | Marcelino Monesterial | FRA FRG | Philippe Roine P. Hullerum        |

### Open
| Klasse      | land | Goud           | land | Zilver          | land | Brons     |
| ----------- | ---- | -------------- | ---- | --------------- | ---- | --------- |
| Klasse 1A-4 | FRG  | Thomas Kreidel | KOR  | Choon Bae Chang | FRG  | P. Glaese |
| Klasse CL   | FIN  | Kimmo Jokinen  | NED  | E. Baas         | YUG  | Z. Gajic  |

## Vrouwen

### Dubbel
| Rank | Land                |
| ---- | ------------------- |
| 1    | Verenigd Koninkrijk |
| 2    | Verenigde Staten    |

| Rank | Land                |
| ---- | ------------------- |
| 1    | Oostenrijk          |
| 2    | Ierland             |
| 3    | Verenigd Koninkrijk |

| \| Rank \| Land \| \| ---- \| -------------- \| \| 1 \| Zwitserland \| \| 2 \| Hongkong \| \| 2 \| West-Duitsland \| |                |
| Rank | Land           |
| 1 | Zwitserland    |
| 2 | Hongkong       |
| 2 | West-Duitsland |

### Individueel
| Klasse      | land | Goud                  | land | Zilver             | land    | Brons             |
| ----------- | ---- | --------------------- | ---- | ------------------ | ------- | ----------------- |
| Klasse 1B   | GBR  | Jane Blackburn        | NOR  | Marit Lysen        | SUI     | Christiane Droux  |
| Klasse 1C   | GBR  | Becker                | GBR  | D. Neil            |         |                   |
| Klasse 2    | SUI  | Elisabeth Bisquolm    | AUT  | Rosa Schweizer     | FRG     | Ruth Lamsbach     |
| Klasse 3    | FRG  | Christiane Weninger   | USA  | J. Brown           | FRA     | R. Andre          |
| Klasse 4    | NED  | Monique van den Bosch | HKG  | Wong               | SUI     | Rosa Zaugg        |
| Klasse C3   | FRA  | C. Coullanges         | GBR  | J. Petersen        | CAN     | Martha Johnson    |
| Klasse C4-5 | SWE  | Marie Brask           | NOR  | E. Nesset          | IRL     | Morna Cloonan     |
| Klasse L3   | FRA  | Evelyne Cretual       | GBR  | Margaret Heald     | ISL     | H. Gunnarsdottir  |
| Klasse L4   | BEL  | Ingrid Borre          | FRA  | Bernadette Darvand | GBR NOR | A. Smith K. Naess |
| Klasse L5   | DEN  | Marianne Baertelsen   | CHN  | Shuyun Wang        |         |                   |

### Open
| Klasse      | land | Goud                | land | Zilver             | land | Brons                 |
| ----------- | ---- | ------------------- | ---- | ------------------ | ---- | --------------------- |
| Klasse 1B-4 | FRG  | Ruth Lamsbach       | HKG  | Wong               | NED  | Monique van den Bosch |
| Klasse CL   | DEN  | Marianne Baertelsen | FRA  | Bernadette Darvand | BEL  | Ingrid Borre          |

Atletiek · Bankdrukken · Basketbal · Boogschieten · Boccia · CP-voetbal · Gewichtheffen · Goalball · Koersbal · Paardensport · Schermen · Schietsport · Snooker · Tafeltennis · Volleybal · Worstelen · Wielersport · Zwemmen
Rome 1960 ·
Tokio 1964 ·
Tel Aviv 1968 ·
Heidelberg 1972 ·
Toronto 1976 ·
Arnhem 1980 ·
New York & Stoke Mandeville 1984 ·
Seoel 1988 ·
Barcelona 1992 ·
Atlanta 1996 ·
Sydney 2000 ·
Athene 2004 ·
Peking 2008 ·
Londen 2012 ·
Rio de Janeiro 2016 ·
Tokio 2020 ·
Parijs 2024 ·
Los Angeles 2028